# 安全地帯IX
『安全地帯IX』（あんぜんちたいナイン）は、日本のロックバンドである安全地帯の9枚目のオリジナル・アルバム。
2002年8月7日にSony Music Recordsからリリースされた。約10年間に亘る長期の活動休止からの復帰第一弾作品であり、また玉置浩二はソロ活動において1998年にレコード会社をファンハウスに移籍したが、本作はSony Music Recordsへの復帰第一弾のアルバムにもなった。
安全地帯のオリジナル・アルバムとしては前作『安全地帯VIII〜太陽』（1991年）以来約11年振りとなる作品で、玉置のソロ作品を含めると『スペード』（2001年）以来1年5ヶ月振りとなる作品である。全曲共に作詞は松井五郎、作曲は玉置が行っているが、一部曲で玉置の作詞共作曲や、安藤さと子や矢萩渉が作曲を共作した曲も含まれている。プロデュースは『安全地帯VII〜夢の都』（1990年）以来、12年振りに星勝が担当している。
レコーディングは軽井沢にあるウッドストックスタジオにて行われた。レコーディングは安全地帯メンバー5名の他、数名のミュージシャンによって行われ、音楽性としては精神性を重視したラブ・ソングなどのバラードソングを中心に収録されている。
先行シングルとして日本テレビ系テレビドラマ『火曜サスペンス劇場』（1981年 - 2005年）の主題歌として使用された「出逢い」がシングルカットされた他、ハウス食品「北海道シチュー & グラタン」のコマーシャルソングとして使用された「反省」が「あの頃へ」（1992年）の再録音バージョンとの両A面でリカットされた。本作はオリコンアルバムチャートにおいて最高位第13位となり、売り上げ枚数が10万枚を超えたため日本レコード協会からゴールド認定を受けている。

## 背景
前作『安全地帯VIII〜太陽』（1991年）リリース後、安全地帯はデビュー10周年を記念してコンサートツアー「10th Anniversary Acoustic Special Night」を敢行し、最終日となった12月26日の神奈川県立県民ホールでのライブは玉置が「これは安全地帯のベスト・ライヴだった」と証言する程の満足度の高いものとなり、1993年8月25日にライブビデオ『安全地帯アンプラグド・ライヴ!』としてリリースされる事となった。しかしその後玉置とメンバーの志向の違いから溝が生まれ、シングル「ひとりぼっちのエール」（1993年）をリリース後、1994年に武沢豊が脱退を表明しバンドは活動休止を余儀なくされる事態となった。
その後玉置は坂本九のプロデューサーであった金子洋明の勧めにより再び音楽活動を開始する事となり、自身のアルバムやコンサートツアーに安全地帯のメンバーを一人ずつ順を追って参加させる事で信頼を徐々に取り戻していく事となった。田中裕二、六土開正、矢萩渉の順で玉置の活動に参加していったが、武沢の参加は困難な状態となっていた。しかし1998年7月19日に旭川市で開催されたライブイベント「旭川ライブジャム'98 in 北彩都」にて玉置のサポートとして武沢が参加、その後玉置のセルフカバー・アルバム『ワインレッドの心』（1999年）には武沢以外の4名が参加し、次作は安全地帯の復活アルバムを製作する予定であったが変更され、玉置のソロアルバム『ニセモノ』（2000年）としてリリースされた。その後同アルバムのプロデュースを担当していた須藤晃からの提案により『ニセモノ』のコンサートツアーに武沢を参加させる事となり、玉置、矢萩、武沢の3名が揃う事となった。
玉置はアルバム『スペード』（2001年）を受けたコンサートツアー終了後、安全地帯復活の準備を開始し、メンバーだけでなくプロデューサーの星勝や作詞家の松井五郎、当時妻であった安藤さと子を含めた形での復活を模索する事となった。また玉置は安全地帯復活要因として安藤から「安全地帯やんないの?」と度々確認されていた事も大きかったと述懐している。

## 録音、制作
レコーディングは玉置がファンハウスに所属していた時期と同じく軽井沢のウッドストックスタジオにて行われた。玉置はレコーディング開始前から歌詞と曲を完成させるため、事前に松井との間でメールのやり取りを行っていた。玉置は以前より松井との共作を希望していたが、安全地帯としての活動とソロ活動との違いを捉えきれなかった松井は玉置の要望に応えられずにいた。しかしバンドの復活という作業の一員を担う事でそれまでの観念を払拭できると考えた松井は今回は玉置の要望に同意し、また以前はプロデューサーを介して玉置とコンタクトを取っていたが、初めて玉置と直接打ち合わせを行う事となった。
そして2001年10月、レコーディング開始を迎えた前日に、武沢が交通事故により腕を負傷する事態となる。武沢の参加が危ぶまれる中、玉置はソロ活動の集大成となるコンサートツアー「玉置浩二コンサートツアー ACOUSTIC SPECIAL NIGHT」を2002年1月4日の大阪厚生年金会館から2月28日の神奈川県立青少年センターまで24都市全37公演を敢行、安全地帯復活への準備を着々と進める形となった。

## 音楽性と歌詞
本作収録曲の内、「出逢い」は玉置のソロアルバム『JUNK LAND』（1997年）の製作中に生まれた楽曲である。この曲は元々当時妻であった安藤が原型を作曲しており、これを非常に気に入った玉置が「サビを俺に作らせろ」と主張して合作で録音したテープを保存していたものである。当時松井が玉置の元を訪れた際に製作していた曲であり、仮題を付ける際に松井がいた事から玉置は「出逢い」と名付ける事となった。この曲が玉置と松井との初めての合作となり、最終的な形になったのは製作されてから5年後の事となった。5年後に録音されていたテープを持ち出し、安藤が演奏するピアノの上に安全地帯のメンバーが音を重ねていく形で本曲は製作される事となった。
かつて安全地帯のシングル「ワインレッドの心」（1983年）の製作時に周囲のスタッフが作曲を井上陽水に依頼する提案をした際に、玉置は「曲は俺が自分で作る。それができないんならバンド辞めて北海道に帰ります」とまで言い放ち、曲に関しては他者に委ねる事は一切なかったが、この「出逢い」という楽曲の誕生により、玉置は他者との共感能力やコミュニケーション能力を新たに開拓する事となった。さらに、本作収録曲「いま」においては玉置と矢萩の合作による作曲となっており、玉置がメンバーと共作する事は安全地帯の歴史上において初めての事であった。

## リリース、チャート成績
2002年8月7日にSony Music RecordsからCDにてリリースされた。初回限定盤として、シングル「出逢い」のミュージックビデオおよびメイキング・シーンを収録したDVDが付属した2枚組でリリースされた。リリースに先駆け7月9日には乃木坂にあるソニー・スタジオにてメンバー全員が揃った形で安全地帯復活の記者会見が行われ、その席で本作のリリースが告知された。
本作はオリコンアルバムチャートにおいて最高位第13位の登場週数11回となり、売り上げ枚数は6.7万枚となった。本作の売り上げ枚数は1988年以降の安全地帯のアルバム売上ランキングにおいて第6位となった。2022年に実施されたねとらぼ調査隊による安全地帯のアルバム人気ランキングでは第14位となった。
その後2017年11月22日にはデビュー35周年を記念してLP盤を再現した紙ジャケット、SHM-CDにて再リリースされた。

## ツアー
本作を受けてのコンサートツアー「安全地帯コンサートツアー2002」は、同年9月5日の神奈川県立県民ホールから12月18日の名古屋市民会館 大ホールまで31都市全41公演に及んで開催された。ツアー初日の神奈川県立県民ホールは、かつて安全地帯が活動休止前の最後のツアーとなった「10th Anniversary Acoustic Special Night」にて最終公演を行った会場であった。
前年に交通事故により腕を負傷していた武沢は、演奏面への不安からツアーへの参加を躊躇していた。そのため、レコーディングには参加したもののステージでの演奏は不可能であるとの判断からツアーへの参加は見送られた。本ツアーは最終的に武沢を除いた4名と安藤、カルロス菅野を加えた変則的な編成となった。安全地帯の5名でのコンサートは約1年後の2003年9月22日のshibuya eggmanでのライブにて実現する事となった。

## 批評
| 専門評論家によるレビュー | 専門評論家によるレビュー |
| レビュー・スコア         | レビュー・スコア         |
| 出典                     | 評価                     |
| ------------------------ | ------------------------ |
| CDジャーナル             | 肯定的                   |
| TOWER RECORDS ONLINE     | 肯定的                   |

批評家たちからは本作の音楽性やサウンド面に対して肯定的な意見が挙げられている。音楽情報サイト『CDジャーナル』では、本作が10年の活動休止期間を経てリリースされた事や「多彩なシチュエーションのラブ・ソングと人生の応援歌15曲を収録」と触れた上で、「安定したバンド・サウンドと美しいメロディ・ライン、玉置のせつない歌声が、まったくブランクを感じさせずに伝わってくる」と称賛した他、「究極のラヴ・ソングを集結させた渾身の15曲を収録」と表現した。音楽情報サイト『TOWER RECORDS ONLINE』では、安全地帯が10年振りに活動再開した事やデビュー20周年を迎えた事に触れた上で、「「出逢い」を始めとする究極のラブソングが集結している作品」と肯定的に評価した。また「スピリッチュアルな佳曲」を収録しているとも表現した。

## 収録曲

### CD
- CDブックレットに記載されたクレジットを参照[33]。

| #         | タイトル                         | 作詞               | 作曲                 | 編曲           | 時間  |
| --------- | -------------------------------- | ------------------ | -------------------- | -------------- | ----- |
| 1.        | 「スタートライン」               | 松井五郎           | 玉置浩二             | 安全地帯、星勝 | 4:27  |
| 2.        | 「なにもない海へ」               | 松井五郎           | 玉置浩二             | 安全地帯、星勝 | 3:29  |
| 3.        | 「一本の鉛筆」                   | 松井五郎           | 玉置浩二             | 安全地帯、星勝 | 3:22  |
| 4.        | 「？」                           | 松井五郎、安全地帯 | 玉置浩二             | 安全地帯、星勝 | 3:39  |
| 5.        | 「たいせつなひと」               | 松井五郎           | 玉置浩二             | 安全地帯、星勝 | 4:37  |
| 6.        | 「遠い昔」                       | 松井五郎           | 玉置浩二             | 安全地帯、星勝 | 4:38  |
| 7.        | 「ストーリー」                   | 松井五郎           | 玉置浩二             | 安全地帯、星勝 | 4:20  |
| 8.        | 「出逢い（アルバムバージョン）」 | 松井五郎、玉置浩二 | 玉置浩二、安藤さと子 | 安全地帯、星勝 | 2:59  |
| 9.        | 「反省」                         | 松井五郎           | 玉置浩二             | 安全地帯、星勝 | 4:06  |
| 10.       | 「二人称」                       | 松井五郎           | 玉置浩二             | 安全地帯、星勝 | 3:52  |
| 11.       | 「ハードル」                     | 松井五郎           | 玉置浩二             | 安全地帯、星勝 | 4:07  |
| 12.       | 「パズル」                       | 松井五郎           | 玉置浩二             | 安全地帯、星勝 | 3:19  |
| 13.       | 「デッサン」                     | 松井五郎           | 玉置浩二             | 安全地帯、星勝 | 3:37  |
| 14.       | 「野蛮人でいい」                 | 松井五郎           | 玉置浩二             | 安全地帯、星勝 | 3:06  |
| 15.       | 「いま」                         | 松井五郎           | 玉置浩二、矢萩渉     | 安全地帯、星勝 | 4:01  |
| 合計時間: | 合計時間:                        | 合計時間:          | 合計時間:            | 合計時間:      | 57:39 |

### DVD
1. 「出逢い」
2. 「メドレー MAKING / 野蛮人でいい」

## スタッフ・クレジット
- CDブックレットに記載されたクレジットを参照[34]。

### 安全地帯
- 玉置浩二 – ボーカル、ギター、コーラス、パーカッション
- 矢萩渉 – ギター、コーラス、マンドリン
- 武沢豊 – ギター、コーラス
- 六土開正 – ベース、コーラス、ピアニカ、ハーモニカ
- 田中裕二 – ドラムス、コーラス、パーカッション

### 参加ミュージシャン
- 安藤さと子 – ピアノ、キーボード、コーラス
- 星勝 – コーラス
- カルロス菅野 – パーカッション
- 佐野聡 – トロンボーン
- 吉田治 – サックス
- 金原グループ – ストリングス
- 飛鳥グループ – ストリングス

### 録音スタッフ
- 星勝 (KATZ SONGS) – プロデューサー、ストリングス・アレンジメント
- 高松明治 – レコーディング・エンジニア、ミキシング・エンジニア
- 堀内寿哉（ソニー・ミュージックスタジオ） – マスタリング・エンジニア

### 美術スタッフ
- 島尻一成（ソニー・ミュージックコミュニケーションズ） – アート・ディレクション
- 吉田恒星 (JUNK LAND) – 写真撮影
- 吉成行夫 (IMAGE WORKS) – 写真撮影
- 鍋田由美 – スタイリスト
- 吉田和則 – ヘアー&メイク・アップ

### 制作スタッフ
- 岸本俊一 (Sony Records) – A&R
- 瀬尾勝 (Sony Records) – A&Rチーフ
- Sony Records Promotion Room – プロモーション
- 斉藤哲 (ALMASTONE) – プロモーション
- ソー・ハナオカ – セールス・プロモーション
- 斉藤剛 – セールス・プロモーション
- 黒木大哲（ソニー・ミュージックディストリビューション） – セールス・プロモーション
- 渡辺久美子 (Sony Music Records) – プロダクト・コーディネーション
- 金子洋明オフィス – マネージメント・オフィス
- アンクルオニオン – マネージメント・オフィス
- かわしまゆきひろ（アンクルオニオン） – アーティスト・マネージメント
- 五十嵐リエ（アンクルオニオン） – マネージメント・デスク
- やなぎさわとしゆき（ウッドストック） – アーティスト・サポート
- 平賀裕二（サウンドクルー） – アーティスト・サポート
- 金子洋明（金子洋明オフイス） – エグゼクティブ・プロデューサー
- 目黒育郎 (Sony Music Records) – エグゼクティブ・プロデューサー
- ほしのけいじ (Sony Records) – エグゼクティブ・プロデューサー

## チャート、認定
| チャート         | 最高順位 | 登場週数 | 売上数  | 出典  |
| ---------------- | -------- | -------- | ------- | ----- |
| 日本（オリコン） | 13位     | 11回     | 6.7万枚 | [ 2 ] |

| 国/地域 | 認定組織         | 日付       | 認定     | 売上数   | 出典  |
| ------- | ---------------- | ---------- | -------- | -------- | ----- |
| 日本    | 日本レコード協会 | 2003年10月 | ゴールド | 100,000+ | [ 3 ] |

## リリース日一覧
| No. | 地域 | リリース日     | レーベル                                 | 規格         | カタログ番号 | 備考                   | 出典          |
| --- | ---- | -------------- | ---------------------------------------- | ------------ | ------------ | ---------------------- | ------------- |
| 1   | 日本 | 2002年8月7日   | Sony Music Records                       | CD+DVD       | SRCL-5388～9 | 初回限定盤             | [ 19 ] [ 35 ] |
| 2   | 日本 | 2002年8月7日   | Sony Music Records                       | CD           | SRCL-5390    | 通常盤                 | [ 29 ] [ 36 ] |
| 3   | 台湾 | 2002年8月8日   | Sony Music Records                       | CD           | SMD 8494     |                        |               |
| 4   | 日本 | 2012年11月7日  | ソニー・ミュージックダイレクト           | AAC-LC       | -            | デジタル・ダウンロード | [ 37 ]        |
| 5   | 日本 | 2012年11月7日  | ソニー・ミュージックダイレクト           | ロスレスFLAC | -            | デジタル・ダウンロード | [ 38 ]        |
| 6   | 日本 | 2017年11月22日 | ソニー・ミュージックダイレクト／GT music | BSCD2        | MHCL-30474   | 紙ジャケット仕様       | [ 30 ] [ 39 ] |